# Eslovênia nos Jogos Olímpicos de Inverno de 2006
A Eslovênia mandou 37 competidores para os Jogos Olímpicos de Inverno de 2006, em Turim, na Itália. A delegação não conquistou nenhuma medalha.

## Desempenho

### Biatlo
| Atleta                                                      | Evento                    | Final     | Final    | Final    |
| Atleta                                                      | Evento                    | Tempo     | Pen.     | Pos.     |
| ----------------------------------------------------------- | ------------------------- | --------- | -------- | -------- |
| Klemen Bauer                                                | Velocidade masculino      | 30:09.3   | 2        | 70       |
| Klemen Bauer                                                | Individual masculino      | 1:02:25.5 | 5        | 60       |
| Tadeja Brankovič                                            | Velocidade feminino       | 24:14.1   | 2        | 31       |
| Tadeja Brankovič                                            | Perseguição feminino      | 42:42.12  | 7        | 31       |
| Tadeja Brankovič                                            | Individual feminino       | 55:38.9   | 6        | 39       |
| Teja Gregorin                                               | Velocidade feminino       | 23:31.2   | 0        | 14       |
| Teja Gregorin                                               | Perseguição feminino      | 40:20.16  | 2        | 16       |
| Teja Gregorin                                               | Largada coletiva feminina | 43:51.4   | 4        | 19       |
| Teja Gregorin                                               | Individual feminino       | 53:03.7   | 3        | 18       |
| Dijana Grudiček                                             | Velocidade feminino       | 25:28.6   | 3        | 55       |
| Dijana Grudiček                                             | Perseguição feminino      | +1 volta  | +1 volta | +1 volta |
| Dijana Grudiček                                             | Individual feminino       | 55:01.3   | 4        | 30       |
| Andreja Mali                                                | Velocidade feminino       | 26:02.5   | 3        | 59       |
| Andreja Mali                                                | Perseguição feminino      | +1 volta  | +1 volta | +1 volta |
| Andreja Mali                                                | Individual feminino       | 53:46.0   | 1        | 21       |
| Janez Marič                                                 | Velocidade masculino      | 28:28.6   | 3        | 37       |
| Janez Marič                                                 | Perseguição masculino     | 39:42.43  | 7        | 37       |
| Janez Marič                                                 | Individual masculino      | 59:53.0   | 5        | 40       |
| Janez Ožbolt                                                | Velocidade masculino      | 30:08.8   | 2        | 69       |
| Janez Ožbolt                                                | Individual masculino      | 1:03:18.5 | 5        | 69       |
| Matjaž Poklukar                                             | Velocidade masculino      | 30:00.6   | 3        | 64       |
| Matjaž Poklukar                                             | Individual masculino      | 1:00:07.6 | 3        | 47       |
| Janez Marič Janez Ožbolt Klemen Bauer Matjaž Poklukar       | Revezamento masculino     | 1:25:01.4 | 11       | 10       |
| Teja Gregorin Andreja Mali Dijana Grudiček Tadeja Brankovič | Revezamento feminino      | 1:19:55.7 | 12       | 6        |

### Combinado nórdico
| Damjan Vtič | Velocidade           | 107.8 | 17 | 1:12 | 20:35.9 +2:06.9 | 34 |
| Damjan Vtič | Individual Gundersen | 217.0 | 23 | 3:02 | 45:36.9 +5:52.3 | 40 |

### Esqui alpino
| Atletas         | Evento                   | Final      | Final      | Final      | Final   | Final |
| Atletas         | Evento                   | 1ª Corrida | 2ª Corrida | 3ª Corrida | Total   | Pos.  |
| --------------- | ------------------------ | ---------- | ---------- | ---------- | ------- | ----- |
| Ana Drev        | Super-G feminino         |            |            |            | 1:37.92 | 45    |
| Ana Drev        | Slalom gigante feminino  | 1:02.45    | 1:09.22    |            | 2:11.67 | 9     |
| Aleš Gorza      | Super-G masculino        |            |            |            | 1:33.77 | 33    |
| Aleš Gorza      | Slalom gigante masculino | DNF        | DNF        | DNF        | DNF     | DNF   |
| Aleš Gorza      | Slalom masculino         | DNF        | DNF        | DNF        | DNF     | DNF   |
| Aleš Gorza      | Combinado masculino      | 1:41.31    | 46.44      | 45.16      | 3:12.91 | 15    |
| Drago Grubelnik | Slalom masculino         | 54.87      | 50.82      |            | 1:45.69 | 13    |
| Andrej Jerman   | Downhill masculino       |            |            |            | 1:51.70 | 28    |
| Andrej Jerman   | Super-G masculino        |            |            |            | 1:33.20 | 28    |
| Andrej Jerman   | Combinado masculino      | 1:40.62    | 46.91      | 46.27      | 3:13.80 | 19    |
| Ana Kobal       | Slalom feminino          | 44.36      | 48.53      |            | 1:32.89 | 25    |
| Tina Maze       | Super-G feminino         |            |            |            | 1:36.64 | 39    |
| Tina Maze       | Slalom gigante feminino  | 1:01.97    | 1:09.86    |            | 2:11.83 | 12    |
| Urška Rabič     | Downhill feminino        | DNF        | DNF        | DNF        | DNF     | DNF   |
| Urška Rabič     | Super-G feminino         |            |            |            | 1:34.12 | 18    |
| Urška Rabič     | Combinado feminino       | 40.61      | DNF        | DNF        | DNF     | DNF   |
| Petra Robnik    | Downhill feminino        |            |            |            | 1:59.66 | 25    |
| Petra Robnik    | Super-G feminino         |            |            |            | 1:35.10 | 29    |
| Petra Robnik    | Combinado feminino       | 40.54      | 44.84      | 1:32.02    | 2:57.40 | 21    |
| Andrej Šporn    | Downhill masculino       |            |            |            | 1:52.17 | 31    |
| Andrej Šporn    | Super-G masculino        |            |            |            | 1:31.84 | 15    |
| Andrej Šporn    | Combinado masculino      | 1:39.67    | 46.20      | 57.66      | 3:23.53 | 30    |
| Bernard Vajdič  | Slalom gigante masculino | DNF        | DNF        | DNF        | DNF     | DNF   |
| Bernard Vajdič  | Slalom masculino         | 55.16      | 51.27      |            | 1:46.43 | 19    |
| Mitja Valenčič  | Slalom gigante masculino | 1:18.10    | 1:19.29    |            | 2:37.39 | 12    |
| Mitja Valenčič  | Slalom masculino         | DNF        | DNF        | DNF        | DNF     | DNF   |

### Esqui cross-country
| Atleta                      | Evento                           | Preliminares | Preliminares | Quartas     | Quartas     | Semifinal   | Semifinal   | Final          | Final |
| Atleta                      | Evento                           | Total        | Pos.         | Total       | Pos.        | Total       | Pos.        | Total          | Pos.  |
| --------------------------- | -------------------------------- | ------------ | ------------ | ----------- | ----------- | ----------- | ----------- | -------------- | ----- |
| Maja Benedičič              | Clássico feminino                |              |              |             |             |             |             | 33:41.3        | 65    |
| Maja Benedičič              | Perseguição combinada feminina   |              |              |             |             |             |             | 46:51.1        | 39    |
| Maja Benedičič              | Largada coletiva feminina        |              |              |             |             |             |             | DNF            | DNF   |
| Nejc Brodar                 | Perseguição combinada masculina  |              |              |             |             |             |             | 1:22:23.9      | 45    |
| Nejc Brodar                 | Largada coletiva masculina       |              |              |             |             |             |             | 2:07:24.5      | 31    |
| Nejc Brodar                 | Velocidade individual masculino  | 2:21.94      | 39           | Não avançou | Não avançou | Não avançou | Não avançou | Não avançou    | 39    |
| Vesna Fabjan                | Velocidade individual feminino   | 2:20.34      | 40           | Não avançou | Não avançou | Não avançou | Não avançou | Não avançou    | 40    |
| Petra Majdič                | Clássico feminino                |              |              |             |             |             |             | 28:22.3        | 6     |
| Petra Majdič                | Perseguição combinada feminina   |              |              |             |             |             |             | 43:41.7        | 11    |
| Petra Majdič                | Largada coletiva feminina        |              |              |             |             |             |             | 1:25:22.5      | 14    |
| Petra Majdič                | Velocidade individual feminino   | 2:14.62      | 6 Q          | 2:17.7      | 2 Q         | 2:18.72     | 4           | Final B 2:21.5 | 8     |
| Jože Mehle                  | Clássico masculino               |              |              |             |             |             |             | 42:56.9        | 59    |
| Jože Mehle                  | Perseguição combinada masculina  |              |              |             |             |             |             | 1:24:13.6      | 55    |
| Jože Mehle                  | Largada coletiva masculina       |              |              |             |             |             |             | 2:13:37.1      | 55    |
| Jože Mehle                  | Velocidade individual masculino  | 2:27.02      | 56           | Não avançou | Não avançou | Não avançou | Não avançou | Não avançou    | 56    |
| Nejc Brodar Jože Mehle      | Velocidade por equipes masculino |              |              |             |             | 18:34.4     | 8           | Não avançou    | 16    |
| Maja Benedičič Vesna Fabjan | Velocidade por equipes feminino  |              |              |             |             | 18:59.5     | 7           | Não avançou    | 14    |

### Esqui estilo livre
| Atleta        | Evento            | Preliminar | Preliminar | Final       | Final |
| Atleta        | Evento            | Pontos     | Pos.       | Pontos      | Pos.  |
| ------------- | ----------------- | ---------- | ---------- | ----------- | ----- |
| Nina Bednarik | Moguls feminino   | 19.54      | 24         | Não avançou | 24    |
| Miha Gale     | Aerials masculino | DNS        | DNS        | DNS         | DNS   |

### Luge
| Atleta         | Evento               | Final      | Final      | Final      | Final      | Final    | Final |
| Atleta         | Evento               | 1ª corrida | 2ª corrida | 3ª corrida | 4ª corrida | Total    | Pos.  |
| -------------- | -------------------- | ---------- | ---------- | ---------- | ---------- | -------- | ----- |
| Domen Pociecha | Individual masculino | 53.141     | 53.073     | 53.039     | 53.072     | 3:32.325 | 26    |

### Patinação artística
| Atleta       | Evento               | Programa curto | Programa curto | Programa longo | Programa longo | Total       | Total |
| Atleta       | Evento               | Pontos         | Pos.           | Pontos         | Pos.           | Pontos      | Pos.  |
| ------------ | -------------------- | -------------- | -------------- | -------------- | -------------- | ----------- | ----- |
| Gregor Urbas | Individual masculino | 46.48          | 29             | Não avançou    | Não avançou    | Não avançou | 29    |

### Salto de esqui
| Atleta                                                   | Evento                  | Preliminar | Preliminar | 1ª rodada | 1ª rodada | Final       | Final       | Final |
| Atleta                                                   | Evento                  | Pontos     | Pos.       | Pontos    | Pos.      | Pontos      | Total       | Pos.  |
| -------------------------------------------------------- | ----------------------- | ---------- | ---------- | --------- | --------- | ----------- | ----------- | ----- |
| Rok Benkovič                                             | Pista normal individual | 108.0      | 28 Q       | 91.5      | 49        | Não avançou | Não avançou | 49    |
| Rok Benkovič                                             | Pista longa individual  | 84.5       | 26 Q       | 99.9      | 22 Q      | 90.4        | 190.3       | 29    |
| Jernej Damjan                                            | Pista normal individual | 114.5      | 21 Q       | 109.0     | 35        | Não avançou | Não avançou | 35    |
| Jernej Damjan                                            | Pista longa individual  | 105.9      | 7 Q        | 97.2      | 27 Q      | 95.0        | 192.2       | 28    |
| Robert Kranjec                                           | Pista normal individual | 102.0      | 14 PQ      | 105.5     | 41        | Não avançou | Não avançou | 41    |
| Robert Kranjec                                           | Pista longa individual  | 106.7      | 13 Q       | 63.1      | 49        | Não avançou | Não avançou | 49    |
| Primož Peterka                                           | Pista normal individual | 117.0      | 16 Q       | 118.5     | 23 Q      | 96.5        | 215.0       | 30    |
| Primož Peterka                                           | Pista longa individual  | 93.1       | 14 Q       | 92.0      | 34        | Não avançou | Não avançou | 34    |
| Rok Benkovič Jernej Damjan Robert Kranjec Primož Peterka | Pista longa por equipes |            |            | 390.4     | 10        | Não avançou | Não avançou | 10    |

### Snowboard
Slalom gigante paralelo
| Atleta           | Evento                            | Preliminar | Preliminar | Oitavas                | Quartas                | Semifinal                              | Final                                  | Final |
| Atleta           | Evento                            | Pontos     | Pos.       | Adversário Tempo       | Adversário Tempo       | Adversário Tempo                       | Adversário Tempo                       | Pos.  |
| ---------------- | --------------------------------- | ---------- | ---------- | ---------------------- | ---------------------- | -------------------------------------- | -------------------------------------- | ----- |
| Rok Flander      | Slalom gigante paralelo masculino | 1:11.18    | 10 Q       | FRA Huet (7) V -0.53   | SUI Schoch (2) D +1.07 | Disputa de 5-8 SUI Inniger (3) D +0.14 | Disputa de 7-8 SUI Jacquet (5) V -0.41 | 7     |
| Tomaž Knafelj    | Slalom gigante paralelo masculino | 1:14.87    | 26         | Não avançou            | Não avançou            | Não avançou                            | Não avançou                            | 26    |
| Dejan Kosir      | Slalom gigante paralelo masculino | 1:11.06    | 8 Q        | USA Jewell (1) V -0.30 | SUI Schoch (1) D +1.27 | Disputa de 5-8 SUI Jacquet (5) V -4.55 | Disputa de 5-6 SUI Inniger (3) D +0.42 | 6     |
| Izidor Šušteršič | Slalom gigante paralelo masculino | 1:12.96    | 21         | Não avançou            | Não avançou            | Não avançou                            | Não avançou                            | 21    |

Legenda
| Recorde mundial      | Recorde mundial (World record)               |                       | Recorde africano                      | Recorde africano (African) |                                           | Q | Classificado por posição (Qualified) |
| Recorde olímpico     | Recorde olímpico (Olympic record)            | Recorde da América    | Recorde da América (Americas)         | q                          | Classificado por melhor tempo (Qualified) |   |                                      |
| Melhor marca do ano  | Melhor marca do ano (World leading)          | Recorde asiático      | Recorde asiático (Asian)              | DNS                        | Não largou (Did not start)                |   |                                      |
| Recorde nacional     | Recorde nacional (National record)           | Recorde europeu       | Recorde europeu (European)            | DNF                        | Não terminou (Did not finish)             |   |                                      |
| Recorde pessoal      | Recorde pessoal do atleta (Personal best)    | Recorde da Oceania    | Recorde da Oceania (Oceania)          | DSQ / DQ                   | Desclassificado (Disqualified)            |   |                                      |
| Recorde da temporada | Recorde da temporada do atleta (Season best) | Recorde sul-americano | Recorde sul-americano (South America) | NM                         | Sem marca (No mark)                       |   |                                      |